# Priañes
Priañes es un poblado perteneciente a la parroquia San Pedro de Nora, situado en el municipio de Oviedo entre los ríos Nora y Nalón.
Se han encontrado vestigios de población de la época romana.
Entre su patrimonio civil destacan las ruinas de un puente romano, una panera del siglo XVIII con tallas naturalistas.
Además, en 1952 entró en funcionamiento la central hidroeléctrica de Priañes, y el embalse sobre el río Nora que la abastece.
Está dedicado al turismo rural, ya que está a la vera del P.R. AS-183, llamado Senda verde de Priañes.